# Federazione calcistica della Georgia
La Federazione calcistica della Georgia (in georgiano საქართველოს ფეხბურთის ფედერაცია), comunemente nota con la sigla GFF, è l'organo governativo del calcio in Georgia. Controlla la Nazionale e il campionato locali.
L'organismo è stato fondato nel 1936, e fino al 1989 ha fatto parte della federcalcio sovietica. La federcalcio georgiana è stata riformata il 15 febbraio 1990, ed è membro della FIFA e dell'UEFA dal 1992.
La sede è a Tbilisi, la capitale.